# 萧平 (明朝宦官)
萧平（1495年—1544年）， 字以衡，号友松，河南开封府陈州沈丘县人，嘉靖时期的尚膳监太监。

## 生平
弘治八年（1495年），出生。正德十一年（1516年），进入宫廷。正德十三年（1518年），担任尚冠、长随。正德十四年（1519年），担任奉御，之后，奉命在御马监外胡渠马房，收放钱粮。正德十六年（1521年），进入内官监，被选入乾清宫担任近侍答应。嘉靖元年（1522年），担任长随。嘉靖二年（1523年），担任奉御。嘉靖三年（1524年），获得赏赐大红纻丝麒麟表里。8月，升任兵仗局右副使。嘉靖五年（1526年），晋升兵仗局左副使。嘉靖六年（1527年），晋升兵仗局大使。嘉靖七年（1528年），晋升尚膳监右少监。嘉靖九年（1530年），晋升尚膳监左少监。嘉靖十年（1531年），晋升尚膳监太监。嘉靖年间，屡次蒙受圣恩，赏斗牛蟒衣纻丝九表里、银四十五两。
嘉靖二十三年（1544年），去世。死后，太常寺少卿郭凤为其撰写墓志铭，墓碑出土于北京宣武区西便门内大街。

## 亲属
- 萧材（弟）
- 萧宗（弟）
- 萧俊（弟）
- 萧文（弟）
- 萧栋（弟）
- 萧鉴（侄）